# Provincia di Quang Binh
Quang Binh (vietnamita: Quảng Bình) è una provincia centro-settentrionale del Vietnam. Questa provincia ha una superficie di 8.051,8 km² e una popolazione di 895.430 abitanti (2019). La capitale provinciale è Đồng Hới. 
Il parco nazionale di Phong Nha-Ke Bang, inserito dall'UNESCO tra i patrimoni dell'umanità, è situato in questa provincia.

## Distretti
La provincia è divisa in una città capoluogo (Đồng Hới), una città (Ba Đồn) e sei distretti (huyện):
- Bố Trạch
- Lệ Thủy
- Minh Hóa
- Quảng Ninh
- Quảng Trạch
- Tuyên Hóa

## Galleria d'immagini

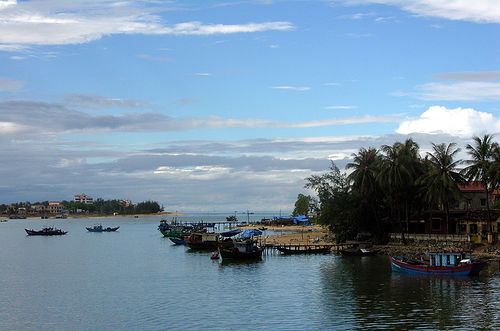
Spiaggia di Nhat Le
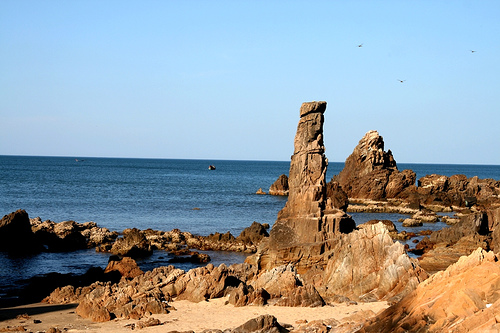
Spiaggia di Da Nhay
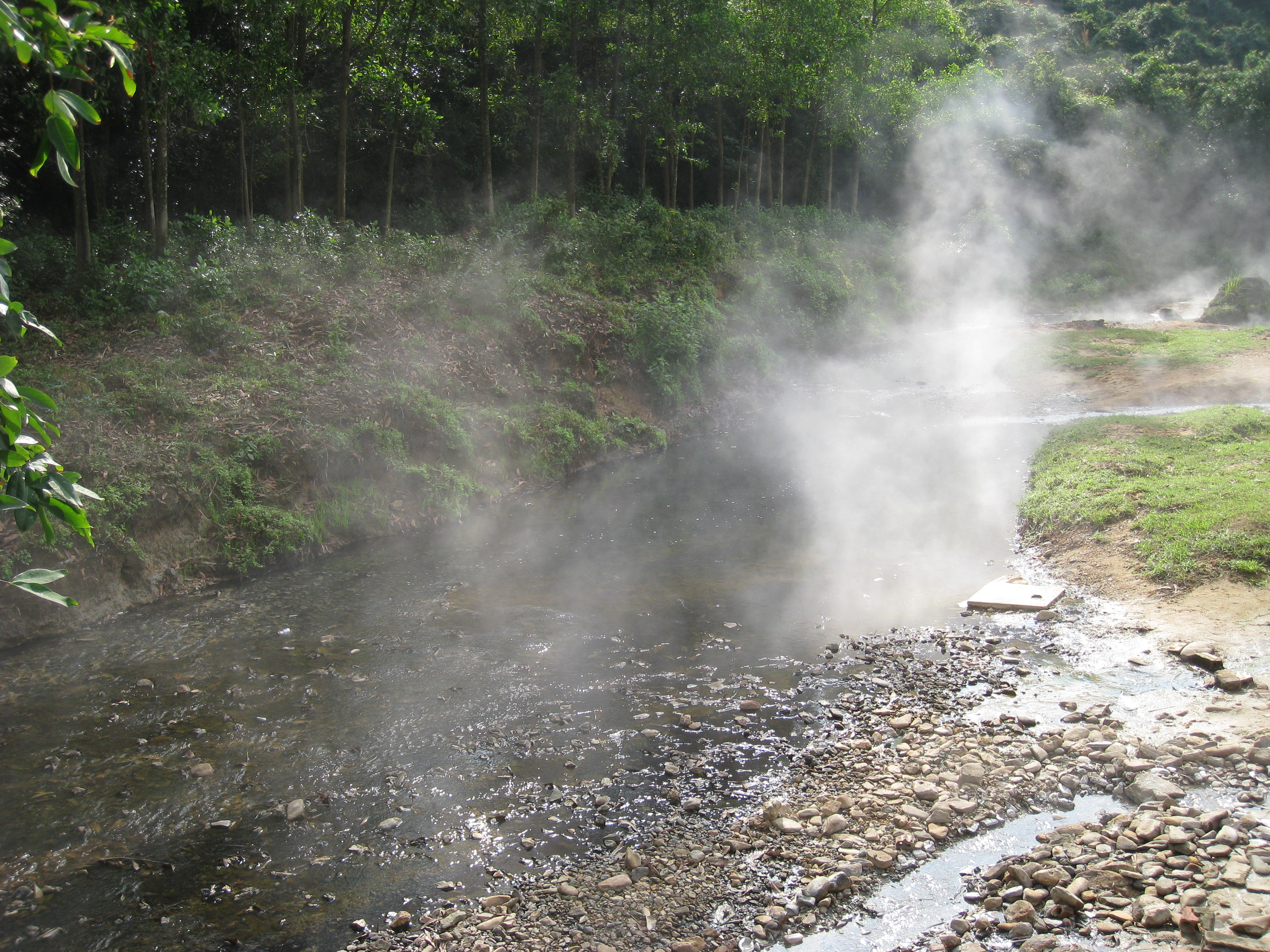
Sorgente termale di Bang
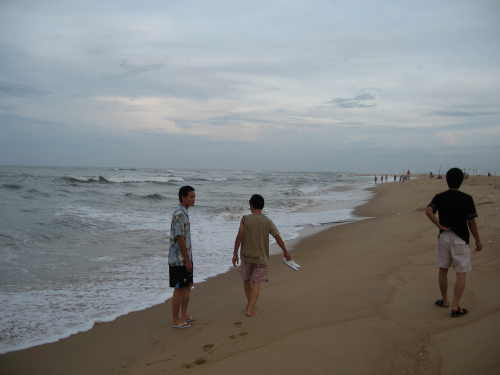
Spiaggia di Nhât Lê
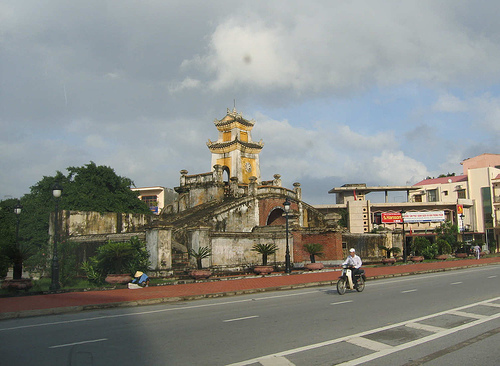
Porta di Quang Binh
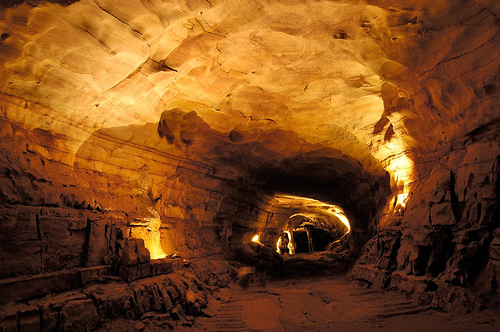
Parco nazionale di Phong Nha-Ke Bang
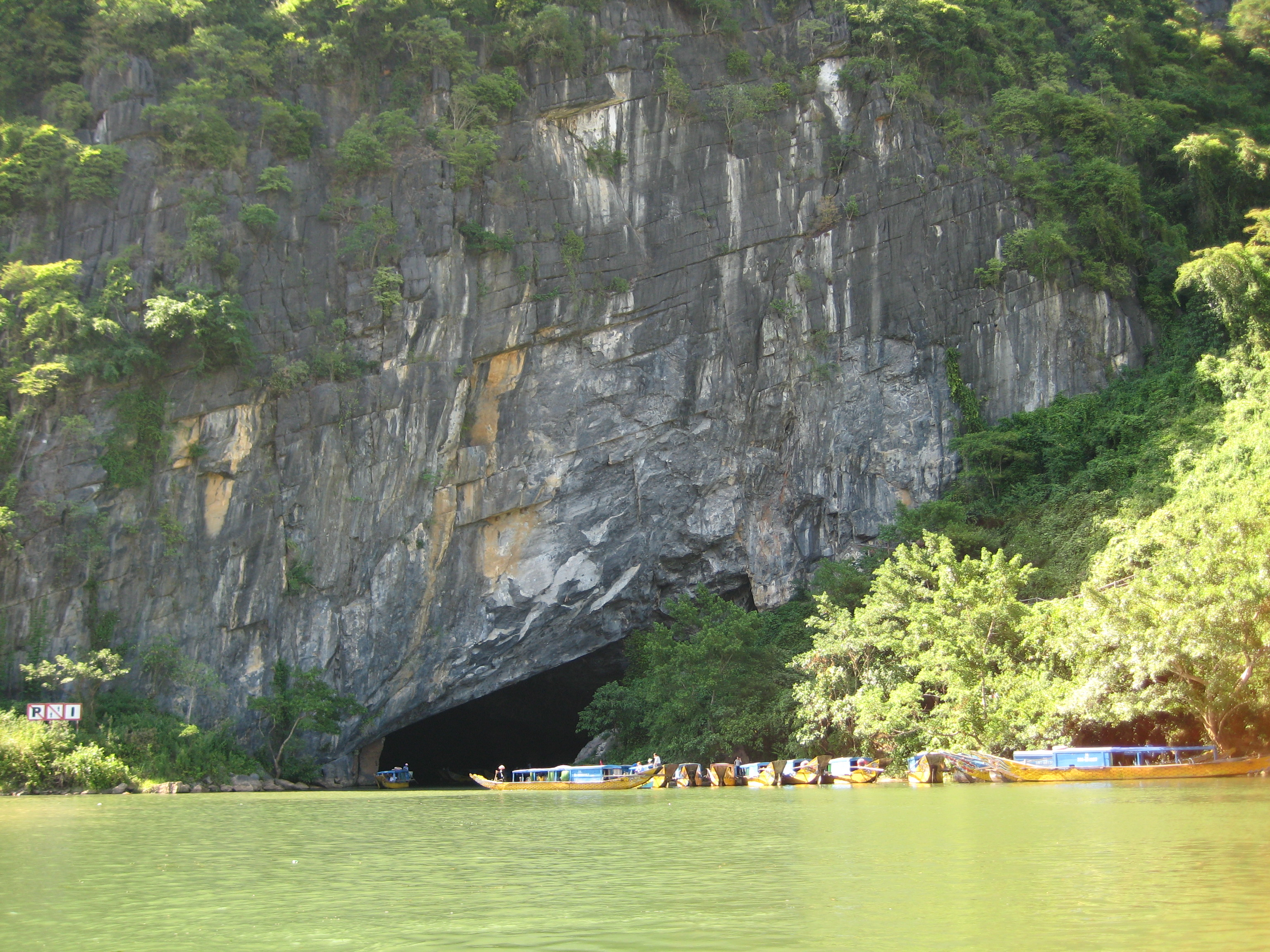
Phong Nha-Ke Bang
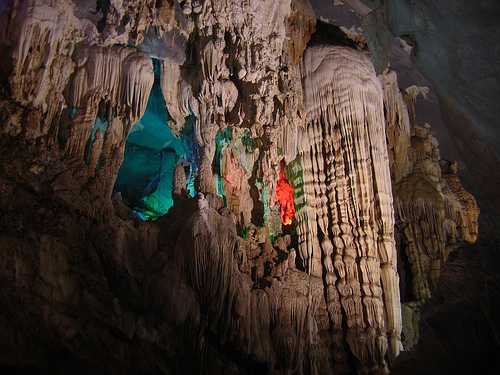
Phong Nha-Ke Bang